# Li Na (esgrimidora)
Li Na (en chino: 李娜; Dandong, 9 de marzo de 1981) es una deportista china que compitió en esgrima, especialista en la modalidad de espada.
Participó en cuatro Juegos Olímpicos de Verano, entre los años 2000 y 2012, obteniendo dos medallas en la prueba por equipos, oro en Londres 2012 (junto con Luo Xiaojuan, Sun Yujie y Xu Anqi) y bronce en Sídney 2000 (con Liang Qin y Yang Shaoqi), aparte de un 4.º lugar en Pekín 2008 (prueba individual) y un 6.º en Atenas 2004 (equipos).
Ganó ocho medallas en el Campeonato Mundial de Esgrima entre los años 1999 y 2011.

## Palmarés internacional
| Juegos Olímpicos   | Juegos Olímpicos        | Juegos Olímpicos  | Juegos Olímpicos   |
| Año                | Lugar                   | Medalla           | Prueba             |
| ------------------ | ----------------------- | ----------------- | ------------------ |
| 2000               | Sídney (Australia)      | Medalla de bronce | Espada por equipos |
| 2012               | Londres (Reino Unido)   | Medalla de oro    | Espada por equipos |
| Campeonato Mundial |                         |                   |                    |
| Año                | Lugar                   | Medalla           | Prueba             |
| 1999               | Seúl (Corea del Sur)    | Medalla de plata  | Espada por equipos |
| 2002               | Lisboa (Portugal)       | Medalla de bronce | Espada por equipos |
| 2003               | La Habana (Cuba)        | Medalla de bronce | Espada individual  |
| 2006               | Turín (Italia)          | Medalla de oro    | Espada por equipos |
| 2007               | San Petersburgo (Rusia) | Medalla de plata  | Espada individual  |
| 2008               | Pekín (China)           | Medalla de plata  | Espada por equipos |
| 2011               | Catania (Italia)        | Medalla de oro    | Espada individual  |
| 2011               | Catania (Italia)        | Medalla de plata  | Espada por equipos |